# Piotrkowskie Zeszyty Historyczne
Piotrkowskie Zeszyty Historyczne – czasopismo naukowe (rocznik) wydawane przez Instytut Historii Filii Uniwersytetu Jana Kochanowskiego w Piotrkowie Trybunalskim od 1998 roku.
Redaktorami rocznika byli kolejno: Tadeusz Olejnik, Andrzej Wałkówski, Janusz Robert Budziński.